# Koštěnický potok
Koštěnický potok (dříve zvaný říčka Hostice či Hoštěnice, německy Neumühlbach) je potok v okrese Jindřichův Hradec v Jihočeském kraji. Jeho délka je 43,3 km a odvodňuje území o rozloze 171 km². Je pravostranný přítok Lužnice.

## Průběh toku
Pramení asi 4 km jižně od obce Kunžak na svazích vrchu Vysoký kámen (732 m), cca 400 m od pramene říčky Dračice. Teče západním směrem protéká Zadním lesem, Velkým Klikovským rybníkem, za obcí Člunek napájí Kačležský rybník, kde se stáčí na jihozápad protéká obcí Číměř a pod vsí Sedlo se stáčí k jihu, kde u bývalé pohraniční roty Peršlák míjí nejsevernější bod Rakouska a společně s Červeným potokem tvoří státní hranici mezi Rakouskem a Českou republikou, aby níže po proudu tvořil hranici Staňkovský rybník, pod kterým potok protéká rekreačním rybníkem Hejtman, pod jehož hrází se nachází Zámek Chlum u Třeboně. Poté, co potok mine obec Hamr a jeho místní část Kosky v místě zvaném U Kosařů, ústí do řeky Lužnice.
Od místa, kde tvoří hranici s Rakouskem se nachází na území CHKO Třeboňsko na ní navazuje přírodní památka Koštěnický potok.

## Historický průběh toku
Tok Hostice, tvořící do r. 1549 hranici s Rakouskem, se pod dnešním Hamrem stáčel k severozápadu a běžel přes dnešní rybníky Nový Kanclíř, Nové Jezero a Nový Hospodář a teprve pod dnešním kostelem v Majdaleně se vléval do Lužnice. Současné koryto od Hamru přes Kosky je korytem umělým, prokopaným v polovině 16. století Mikulášem Rutharem z Malešova, který tu pro pány z Landštějna - Krajířové z Krajku vystavěl Chlumeckou rybniční soustavu. Přeložil řečiště Hostice jižním směrem a zaústil jej asi o 3 km výše proti proudu Lužnice. Tím si otevřel možnost k vybudování dalších rybníků na pravém břehu toku (Kukla malá, Kukla velká, Vizír) a současně mohl říčku využít na stupni Kosky. Na odvodněném území pak vznikají výše zmíněné rybníky Nové Jezero a Nový Hospodář.